# Stjepan Matičević
Stjepan Matičević (Veliko Gradište, 19. prosinca 1880. – Zagreb, 16. lipnja 1940.) bio je hrvatski pedagog, filozof, sveučilišni profesor i akademik.

## Biografija
Stjepan Matičević rođen je u Velikom Gradištu, kraj Kutjeva. Nakon osnovnog i srednjeg obrazovanja studirao je filozofiju u Zagrebu i Beču, gdje je doktorirao. Radi studija boravio je u Leipzigu i Jeni. Između ostalog, bio je profesor na pedagoškoj gimnaziji, zatim na Filozofskom fakultetu u Zagrebu, gdje je predavao teorijsku pedagogiju i filozofiju. Utemeljitelj je Pedagoškog zavoda u Zagrebu (1936.). Zalaže se za autonomiju pedagogije, ali vezan uz aksiologiju i psihologiju. Bio je predstavnik funkcionalističke i personalističke pedagogije i protiv radne škole. Prema njemu, sve ljudske funkcije razvijaju se na skladan način, u cilju punog razvoja kulturne osobe, odnosno postizanja ideala čovječnosti. Napisao i objavio niz radova.

## Djela
- Zur Grundlegung der Logik, 1909.
- Nauk o didaktičkoj artikulaciji i novija psihologija mišljenja, 1921.
- Osnovi nove škole, 1934.
- Priroda, kultura i odgoj, 1935.
- Uvod u pedagogiju, 1936.
- Uzgoj, škola i učitelj u novoj pedagogiji, 1938.
- Personalistička pedagogija, 1991.